# الحمى (صيدا)
الحمى هي إحدى القرى اللبنانية من قرى قضاء صيدا في محافظة الجنوب.